# Sébastien Dulude
Pour les articles homonymes, voir Dulude.
Sébastien Dulude est un écrivain, poète, performeur et critique québécois né à Montréal en 1976.

## Biographie
Sébastien Dulude est né à Montréal, mais a passé sa jeunesse à Thetford Mines. Il a complété des études en droit, dans la même lignée que son père qui était avocat. Plus tard, il change de cap et commence à s'intéresser à la littérature, à la poésie plus précisément. Il est détenteur d'une maîtrise en lettres à l'Université du Québec à Trois-Rivières (UQTR) portant sur l'esthétique de la typographie dans l'édition de la poésie. Il est aussi titulaire d'un doctorat en lettres l'Université du Québec à Trois-Rivières portant sur la performativité visuelle et typographique du livre de contreculture québécois.
En 2010, il s'est mérité le Prix de la recherche émergente du Centre de recherche interuniversitaire sur la littérature et la culture québécoise (CRILCQ) pour son mémoire intitulé « L’esthétique du livre et de la typographie. Roland Giguère, les éditions Erta et l’école des arts graphiques ». Ce mémoire deviendra plus tard un essai aux Éditions Nota Bene. Dans ce travail de recherche Dulude interroge la matérialité de l'objet livre et son apport à la poétique du texte littéraire. « Partant du postulat que la matérialité d’un livre oriente l’interprétation d’un texte donné et qu’elle participe, tout autant que le texte lui-même, à sa pluralité sémantique, Dulude montre, à partir du cas de l’École des arts graphiques et des Éditions Erta, que le texte et ses diverses composantes matérielles, dont la typographie, entretiennent d’étroits rapports de signification, au point où « la typographie participe elle aussi à la poétique du texte ».
Il est l'auteur du recueil de poésie Chambres (Éditions Rodrigol, 2013), accompagné des photographies de Benoît Paillé. Il a également écrit Ouvert l'hiver (Éditions La Peuplade, 2015) et Divisible par zéro (Le lézard amoureux, 2019). Il lie l'écriture et l'art performance. En effet, en tant qu'auteur, il s'intéresse à la matérialité du texte littéraire ainsi qu'à sa performativité, tant sur scène qu'au sein du livre. Pour le recueil Chambres par exemple, il procède au processus inverse des publications habituelles. Il part de la performance poétique pour en arriver à l'élaboration d'un recueil de poésie. « [Il] s’agit d’un travail où la performance et la poésie se retrouvent juxtaposées et participent ensemble à la construction de l’œuvre. »  
Il a organisé et animé plus d'une vingtaine d'événements et rencontres consacrés à la poésie, la performance et la musique. Il a également publié de nombreux textes dans des revues fanzines. Il est d'ailleurs très actif dans la vie littéraire québécoise. En plus d'être directeur littéraire des Éditions La Mèche de 2017 à 2025, il a été rédacteur en chef du volet web de la revue Spirale, directeur du Magazine culturel Spirale et collaborateur régulier de la revue Lettres québécoises de 2012 à 2020. Il a publié des poèmes dans plusieurs revues telles que Estuaire, Exit et Art Le Sabord.
Il pratique la poésie-performance depuis 2008. Sur la scène, il s'est fait connaître pour ses performances exigeantes, entre violence, malaise et intimité. Il a eu l'occasion de présenter son travail sur des scènes un peu partout au Québec, ainsi qu'en Belgique, en France, en Roumanie, en Russie, en Serbie et en Suède.
En 2024, il publie son premier roman, Amiante, aux Éditions La Peuplade, roman qui s'inspire de sa jeunesse dans la ville minière de Thetford Mines.

## Œuvres

### Poésie
- chambres, Montréal, Éditions Rodrigol, 2013, n.p.  (ISBN 9782923617138)
- ouvert l'hiver, Chicoutimi, Éditions La Peuplade, 2015, 68 p.  (ISBN 9782923530963)
- divisible par zéro, Montréal, Le lézard amoureux, 2019, 85 p.  (ISBN 9782923398594)

### Essai
- Esthétique de la typographie : Roland Giguère, les Éditions Erta et l'École des arts graphiques, Montréal, Éditions Nota Bene, 2013, 225 p.  (ISBN 9782895184676)

### Roman
- Amiante, Chicoutimi, Éditions La Peuplade, 2024, 224 p.

## Prix et honneurs
- 2010 : Prix de la recherche émergente du Centre de recherche interuniversitaire sur la littérature et la culture québécoise (CRILCQ)[5]
- 2015 : Prix Jean-Lafrenière-Zénob lors du Festival international de la poésie de Trois-Rivières[11]
- 2025 : Finaliste du Prix littéraire des collégien·ne·s pour Amiante[12]
- 2025 : Lauréat du Prix des Libraires du Québec, catégorie roman, nouvelles et récit - Québec, pour Amiante[13]

## Événements
Participation au 37e Salon du livre de Trois-Rivières qui a lieu du 27 au 30 mars 2025.